# Perdoa-me por Me Traíres (filme)
Perdoa-me por Me Traíres é um filme brasileiro de 1980, um drama dirigido por Braz Chediak e com roteiro adaptado de um texto de Nelson Rodrigues.

## Sinopse
Glorinha (Lídia Brondi), jovem de 16 anos, perde a mãe Judite (Vera Fischer), na realidade, assassinada por seu tio Raul (Rubens Corrêa). Objeto de desejo do assassino, Glorinha é vigiada por ele, sob o pretexto de preservar sua castidade. Mas, conduzida por uma colega de escola que é prostituta, a moça conhece e se fascina pelo mundo dos bordéis, ao mesmo tempo em que prepara uma terrível vingança contra o tio.

## Elenco[2]
- Vera Fischer... Judite
- Nuno Leal Maia.... Gilberto
- Lídia Brondi.... Glorinha
- Rubens Corrêa.... Raul
- Zaira Zambelli.... Nair
- Sadi Cabral.... deputado Jubileu
- Monah Delacy.... Odete
- Jorge Dória.... médico
- Ângela Leal.... enfermeira
- Henriette Morineau.... Madame Luba
- Anselmo Vasconcelos.... Pola Negri